# Cueva de las Manos

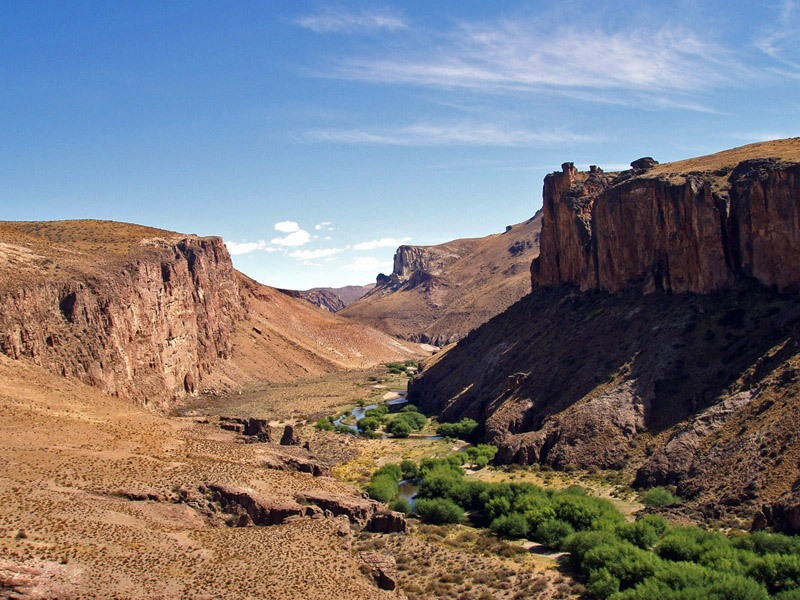
Hẻm núi ở sông Pinturas, nhìn từ phía các động

Cueva de las Manos (từ tiếng Tây Ban Nha có nghĩa Hang của những bàn tay) là một quần thể hang động ở tỉnh Santa Cruz, Argentina, cách thị trấn Perito Moreno 163 km về phía nam, bên trong Vườn quốc gia Francisco P. Moreno. Nơi đây bao gồm nhiều địa điểm khảo cổ và cổ sinh vật học quan trọng.
Hang nằm trong lưu vực sông Pinturas, tại một điểm biệt lập trong cảnh quan Patagonia. Nó nổi tiếng (và tên của nó cũng bắt nguồn từ đó) về những hình bàn tay, do những người thổ dân bản xứ (có lẽ là tổ tiên của người Tehuelche) khoảng từ 13.000 tới 9.500 năm trước tạo ra. Thành phần của thứ mực vẽ có lẽ là từ khoáng chất, vì thế niên đại của những bức vẽ được xác định từ những phần còn sót lại của những chiếc ống làm bằng xương dùng để phun sơn lên bàn tay đặt trên vách hang.
Hang chính sâu 24 m, cửa vào rộng 15 m, bên ngoài cao 10 m. Nền hang bên trong dốc cao dần lên; phía bên trong độ cao của hang giảm chỉ còn hơn 2 m.
Những hình ảnh các bàn tay thường là âm bản (theo hình bàn tay mẫu). Bên cạnh đó còn có một số hình miêu tả con người, guanaco, đà điểu Nam Mỹ, mèo và các loài thú khác, cũng như một số hình hình học, những hình zíc zắc, biểu tượng của mặt trời, và các cảnh săn bắn. Những bức tranh tương tự, dù có số lượng nhỏ hơn, cũng được tìm thấy ở các hang bên cạnh. Có một số chấm đỏ trên trần hang, có lẽ được tạo ra bằng cách nhúng dụng cụ đi săn của họ (boleadoras) vào mực rồi ném nó lên trần. Màu sắc của các bức tranh thay đổi từ đỏ (làm từ khoáng chất hematit và maghemit) sang trắng kaolin), đen (mangan oxit) hay vàng (natrojarosit).
Đa số các bàn tay đều là tay trái, có lẽ vì những người vẽ tranh đã giữ ống thổi bằng tay phải. Kích thước các bàn tay giống với tay của một cậu bé 13 tuổi, nhưng chúng hơi nhỏ hơn, từ đó có thể suy xét rằng đó là tay của những người hơn lớn tuổi hơn một chút, và họ đánh dấu bước chuyển vào tuổi trưởng thành bằng cách in bàn tay vào tường của chiếc hang thiêng liêng này.

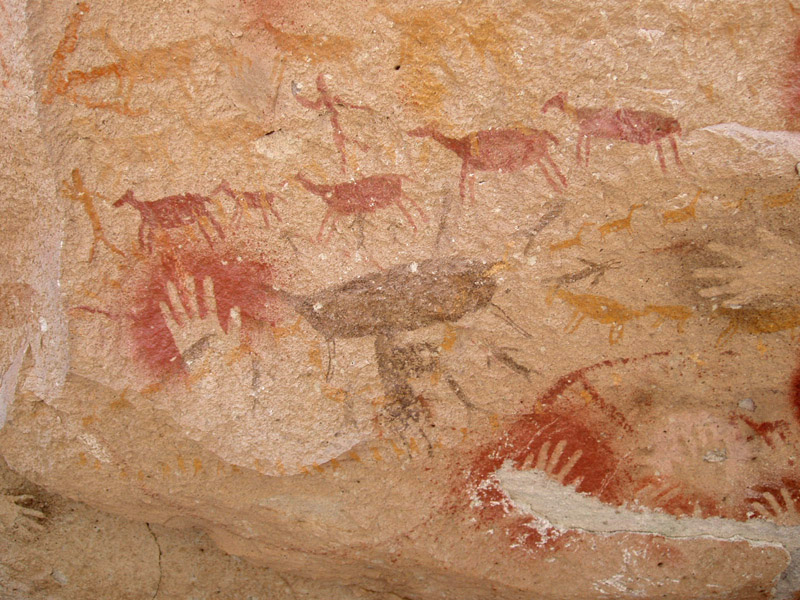
Cảnh săn bắn

Cueva de las Manos đã được liệt vào danh sách Địa điểm di sản thế giới từ năm 1999.

## Mô tả lịch sử
Quá trình thâm nhập của con người vào Nam Mỹ là chủ đề của cuộc tranh luận khoa học cao độ vào thời điểm hiện tại. Một số niên đại cacbon phóng xạ sớm từ khu vực phía đông bắc Brasil đã thách thức quan điểm chung được chấp nhận cho đến nay cho rằng điều này đã bắt đầu khoảng 12.000 năm trước.
Tuy nhiên, điều này không ảnh hưởng đến việc xác định niên đại sự chiếm lĩnh hang đá trú ẩn Río Pinturas, đã được thiết lập bằng cách khai quật và phân tích cacbon phóng xạ là khoảng 9.300 năm trước. Nhóm người đầu tiên (mà nghệ thuật của họ được phân loại là phong cách nhóm A) là những thợ săn đường dài mà con mồi chính của họ là guanaco.
Khoảng 7.000 năm trước cấp độ văn hoá thứ hai có thể được xác định, gọi là phong cách nhóm B. Những cảnh săn không còn được tìm thấy, và nghệ thuật trên đá chủ yếu là hình tô vẽ bàn tay bằng khuôn tô. Ngoài ra còn có một vài hình tô bàn chân đà điểu Nam Mỹ (ñandú). Nền văn hóa này kéo dài cho tới khoảng 3.300 năm trước, khi nghệ thuật ngày càng trở thành giản đồ và bao gồm những hình thú và hình người cách điệu hóa cao.
Giai đoạn văn hóa cuối cùng tại Río Pinturas bắt đầu khoảng 1.300 năm trước. Nghệ thuật của nó (phong cách nhóm C), được thực hiện với các sắc tố màu đỏ tươi, tập trung vào các hình thể hình học trừu tượng và các thể hiện giản đồ hóa cao hình động vật và con người. Người ta tin rằng đó là tác phẩm của các thợ săn bắn-hái lượm Tehuelche trong quá sử, những người từng sinh sống trong một khu vực rộng lớn của Patagonia khi các thương nhân và những người định cư Tây Ban Nha đầu tiên đến đây. Chính việc tạo ra các trại chăn nuôi gia súc lớn (estancias) đã dẫn kiểu sinh sống của họ tới điểm kết thúc.